# Рамзес X
Рамсес X — давньоєгипетський фараон з XX династії.

## Життєпис
Можливо, він був сином Рамсеса IX або його зятем, а також чоловіком цариці Тіті, але це бездоказово. У всякому разі, Тіті, яка відома як «дочка фараона, дружина фараона і мати фараона», більш ніж будь-хто підходить під роль дружини Рамсеса X. Якщо визнати Рамсеса IX батьком Рамзеса X, то його матір'ю цілком могла бути цариця Бакенверел.
Про цього фараона практично нічого не відомо, за винятком того, що за його правління в країні панував безлад і тривали пограбування гробниць. Розкраданню піддалися поховання однієї з дружин Сеті I, Аменхотепа III тощо. Невідомою залишається навіть тривалість його правління. Його 1-й та 2-й роки правління засвідчені у Туринському папірусі. Третій рік відомий зі збережених записів у селищі робітників царського некрополя у Дейр-ель-Медіні.
Записи оповідають, що у третій рік правління Рамсеса X у 6, 9, 11, 12, 18, 21 і 24 числах III місяця сезону перет (тобто «Сходів») робітники були змушені не виходити на роботу через страх перед «жителями пустелі» (тобто перед лівійцями). Це наочно показує, що зграї лівійців безчинствували по всій країні і в своїх набігах сягали Фів.
Рамсес X був останнім фараоном Нового царства, ім'я якого засвідчено в Нубії — його царське ім'я збереглося на стовпі храму в Анібі. Також збереглись невелика стела й напис на узурпованому сфінксі в Карнаці.
Гробниця Рамсеса X у Долині царів (KV18) не була завершена й сумнівно, що він там був колись похований. Даних про жодні фрагменти поховального начиння з тієї усипальні немає. До останнього часу вона була засипана щебенем; доступний був лише її перший коридор. Під час робіт 1998–2000 років вона була розчищена повністю і ретельно задокументована. Мумія Рамсеса X не знайдена або не ідентифікована. Цариця Тіті похована у Долині цариць, де була знайдена її гробниця (QV52).